# Dore Della Lunga
Dore Della Lunga (ur. 25 lipca 1984 w Chiaravalle) – włoski siatkarz, grający na pozycji przyjmującego. 

## Sukcesy klubowe
Mistrzostwo Włoch:
- 2008, 2011, 2018
- 2009, 2012, 2013, 2014, 2019
- 2017

Liga Mistrzów:
- 2009, 2011
- 2017
- 2012, 2018

Klubowe Mistrzostwa Świata:
- 2010, 2011

Puchar Włoch:
- 2012, 2018, 2019

Superpuchar Włoch:
- 2017